# Враниска
Враниска је насељено место у Босни и Херцеговини у општини Витез. Административно припада Федерацији Босне и Херцеговине, односно њеном Средњобосанском кантону. Према попису становништва из 2013. у насељу је било 441 становника, а већинску популацију у насељу чинили су Бошњаци.

## Становништво
По последњем службеном попису становништва из 2013. године у насељу Враниска живело је 441 становника, а село је било етнички хомогено са већинском бошњачком популацијом.
| Националност | 2013. | 1991.        | 1981.        | 1971.        | 1961.        |
| Бошњаци      | —     | 391 (96,78%) | 351 (98,32%) | 490 (85,81%) | 429 (77,44%) |
| Хрвати       | —     | 2 (0,49%)    | 6 (1,68%)    | 79 (13,84%)  | 120 (21,66%) |
| Срби         | —     | 0            | 0            | 0            | 3 (0,54%)    |
| Југословени  | —     | 10 (2,47%)   | 0            | 1 (0,17%)    | 2 (0,36%)    |
| остали       | —     | 1 (0,24%)    | 0            | 1 (0,17%)    | 0            |
| Укупно       | 441   | 404          | 357          | 571          | 554          |